# Мецавија (Ровиго)
Мецавија је насеље у Италији у округу Ровиго, региону Венето.
Према процени из 2011. у насељу је живело 56 становника. Насеље се налази на надморској висини од 5 м.